# Ridge Racer (sorozat)
A Ridge Racer játéksorozat egy úgynevezett arcade stílusú autóversenyes játék, amit a Namco jelentetett meg játéktermi gépekre és otthoni konzolokra.

## Leírás
A játék egy kitalált helyszínen, Ridge Cityben játszódik. A versenyek itt folynak változatos körülmények között, pl. nagyvárosi környéken, tengerparton és hegyekben. Ridge City Ridge államban helyezkedik el, ami szintén egy kitalált helyszín. A város a sorozat előrehaladtával változik, minden részben új versenypályák jelennek meg. Ezek jellegzetessége, hogy némelyiknek megegyezik a célegyenese, de más útvonalon folyik a verseny. A sorozatra jellemző, hogy a driftelős játékmenetre koncentrál, a valóságtól elrugaszkodóan a kanyarok többségét ilyen módon kell bevenni. A sorozat előrehaladtával finomodik az irányítás, egyre könnyebb elsajátítani azt a kritikusok szerint. A korai első és második részt sok kritika érte az irreálisan viselkedő autók miatt, ennek ellenére nagy rajongóbázisra tett szert a sorozat, különösen Japánban.  A zenéket a Namco belsős zeneszerzői írják, jellegzetes gyors techno zenéket hallhatunk játék közben.

## Játékok

### Játéktermi játékok
Megjelenési dátum, rendszer típusa.
- Ridge Racer (1993, október 7 - Namco System 22)
- Ridge Racer Full Scale (1994 - Namco System 22) egy igazi autóból irányítható a játék
- Ridge Racer 2 (1994, június 16 - Namco System 22), az eredeti rész többjátékos üzemmóddal, remixelt zenékkel és visszapillantó tükörrel a belső nézetben
- Rave Racer (1995, Július 16 - Namco System 22)
- Pocket Racer (1996 - Namco System 11)
- Ridge Racer V: Arcade Battle (2000 - Namco System 246)

### Konzol játékok
- Ridge Racer (1994 - JP, 1995 - USA/EU) A PlayStation nyitókínálatának egyik darabja opcionális harmadik személyű nézettel. Debütál a 13th Racing ("Ördög" autó).
- Ridge Racer Revolution (1995 - JP, 1996 - USA/EU) PlayStation. 13th Racing Kid és White Angel autók itt jelennek meg. Megjelenik az idő elleni mód (Time Trial), a zenéket a Ridge Racer 2 játéktermi részéből emelik át.
- Rage Racer (1996 - JP, 1997 - USA/EU) PlayStation. Megjelenik az autók testreszabhatósága.
- Ridge Racer Type 4 (1998 - JP, 1999 - USA/EU) PlayStation. Követi a Rage Racer formuláját, de a testreszabhatóság helyett 4 versenycsapat kap helyet a programban.
- Ridge Racer Hi-Spec Demo (1998 - JP, 2005 - USA/EU) PlayStation. Az első rész csökkentett tartalmú, de nagyobb felbontású és simább mozgású (60 fps) változata. Bónusz lemezként került forgalomba a Ridge Racer Type 4 mellé.
- Ridge Racer 64 (2000), Nintendo 64. A Ridge Racer és a Ridge Racer 2 pályáit tartalmazza kiegészítve egy egyedi sivatagi helyszínnel.
- Ridge Racer V (2000), PlayStation 2. Enyhe testreszabhatóság jelent meg ismét.
- R: Racing Evolution (2003 - JP, 2004 USA/EU), PlayStation 2, Xbox, Gamecube.
- Ridge Racer 6 (2005), Xbox 360. A konzol nyitókínálatának egyik darabja.
- Ridge Racer 7 (2006), PlayStation 3. A konzol nyitókinálatának egyik darabja. Megjelent a kasztni és a motor fejleszthetősége.

### Hordozható konzolos játékok
- Ridge Racer DS (2004) Nintendo DS. A Ridge Racer 64 lett átírva, kiegészítve az érintő kijelzős irányítással.
- Ridge Racer (PSP) (2004 - JP, 2005 - USA/EU) PlayStation Portable. Az előző részekből emelték át az autókat és a pályákat.
- Ridge Racer 2 (PSP) (2006), PlayStation Portable. Az előző PSP rész kiegészítve néhány autóval és pályával.
- Ridge Racer Accelerated (2009), iOS.
- Ridge Racer R 3D (2011), Nintendo 3DS.

### Mobiltelefon játékok
- Ridge Racer (2005), J2ME.
- Ridge Racers Mobile (2007)
- Ridge Racer Drift (2010)
- Ridge Racer Slipstream (2013) (Android, iOS)